# Action communale d'Ordino
Action communale d'Ordino (Acció Comunal d'Ordino)  est un parti communal existant seulement dans la paroisse d'Ordino. Ce parti comprend d'anciens membres du Parti libéral d'Andorre.
Il a remporté les élections communale en décembre 2007 avec 39 % des suffrages.
C'est la première fois que  Action communale d'Ordino se présente aux élections en Andorre.